# 3月26日 (旧暦)
旧暦3月26日は旧暦3月の26日目である。六曜は仏滅である。

## できごと
- 正元元年（ユリウス暦1259年4月20日） - 正嘉より正元に改元
- 明徳元年/元中7年（ユリウス暦1390年4月12日） - 北朝が康応より明徳に改元
- 文政12年（グレゴリオ暦1829年4月29日） - シーボルト事件に関連して投獄され獄死していた高橋景保に改めて死刑判決
- 慶応3年（グレゴリオ暦1867年4月30日） - 江戸幕府がオランダに発注していた蒸気軍艦「開陽丸」が横浜に到着

## 忌日
- 延徳元年（ユリウス暦1489年4月26日） - 足利義尚[1]、室町幕府9代将軍（* 1465年）
- 正保3年（グレゴリオ暦1646年5月11日） - 柳生宗矩、剣術家・柳生三厳（十兵衛）の父（* 1571年）